# Santo Antônio do Aracanguá
Santo Antônio do Aracanguá là một đô thị ở bang São Paulo của Brasil. Đô thị này nằm ở vĩ độ 20º56'12" độ vĩ nam và kinh độ 50º29'44" độ vĩ tây, trên khu vực có độ cao 385 m. Dân số năm 2004 ước tính là 6 891 người. Đô thị này có diện tích 1.309,7 km².

## Thông tin nhân khẩu
Dữ liệu dân số theo điều tra dân số năm 2000
Tổng dân số: 6.929
- Đô thị: 4.536
- Nông thôn: 2.393
- Nam giới: 3.606
- Nữ giới: 3.323

Mật độ dân số (người/km²): 5,31
Tỷ lệ tử vong trẻ sơ sinh dưới 1 tuổi (trên một triệu người): 19,31
Tuổi thọ bình quân (tuổi): 69,48
Tỷ lệ sinh (số trẻ trên mỗi bà mẹ): 2,22
Tỷ lệ biết đọc biết viết: 85,99%
Chỉ số phát triển con người (HDI-M): 0,754
- Chỉ số phát triển con người - Thu nhập: 0,665
- Chỉ số phát triển con người - Tuổi thọ: 0,741
- Chỉ số phát triển con người - Giáo dục: 0,856

(Nguồn: IPEADATA)

### Sông ngòi
- Sông Tietê
- Ribeirão Macaúbas

### Các xa lộ
- SP-463